# پونارجوک (سیریک)
پونارجوک (ترکی استانبولی: Pınarcık) یک محله در ترکیه است که در ناحیهٔ سریک، آنتالیا واقع شده است. جمعیت این محله تا سال ۲۰۲۲ برابر با ۷۴۴ نفر بوده است.